# Halton House

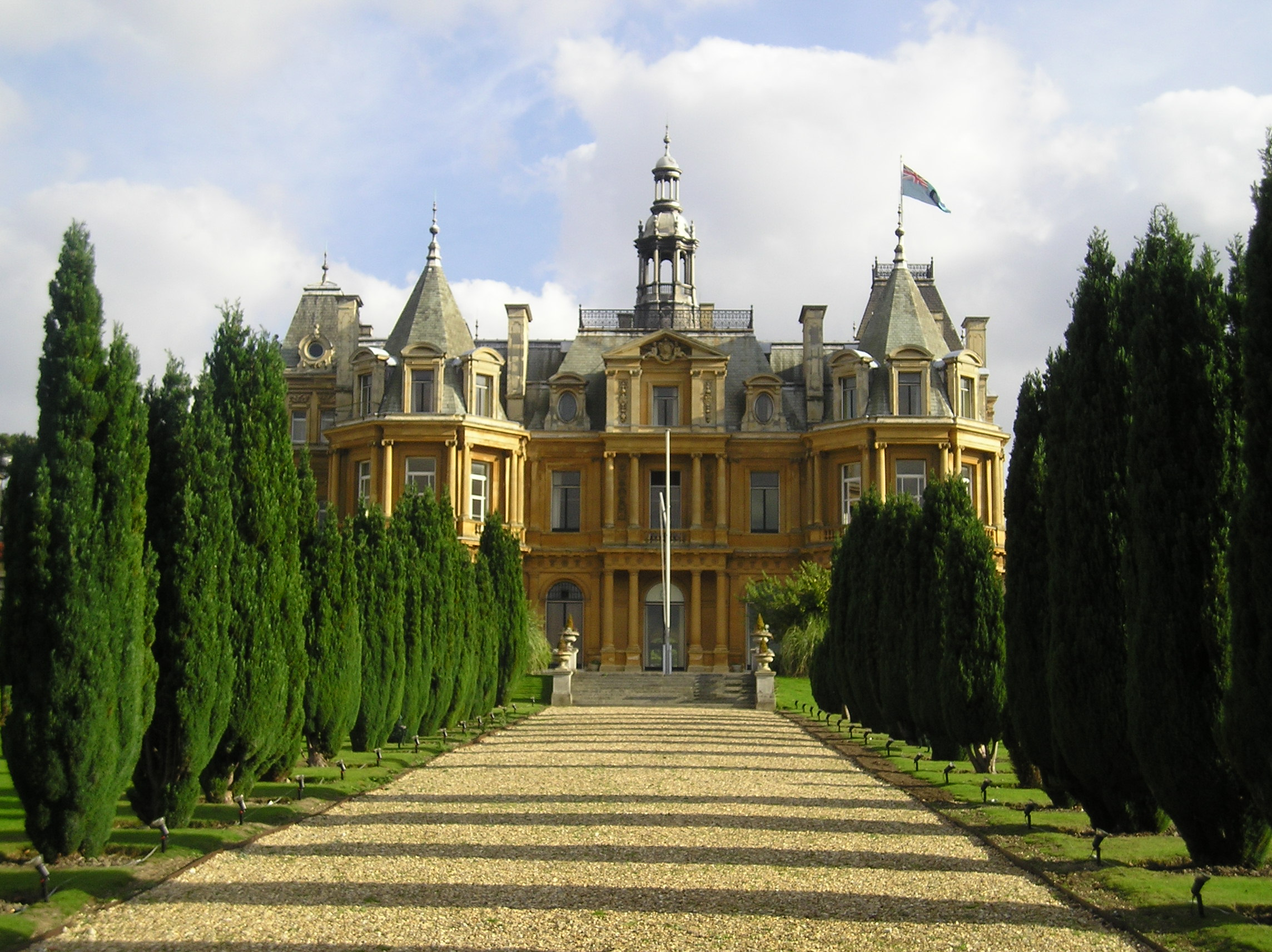
Halton House, Buckinghamshire

Halton House ist ein Landhaus in den Chiltern Hills oberhalb des Dorfes Halton in der englischen Grafschaft Buckinghamshire. Alfred de Rothschild ließ es zwischen 1880 und 1883 errichten. Heute dient es als Offizierskasino der RAF Halton, einem wichtigen Standort der Royal Air Force.

## Geschichte
In Halton gab es bereits seit der Zeit der normannischen Eroberung Englands ein Herrenhaus, als das Anwesen noch dem Erzbischof von Canterbury gehörte. Thomas Cranmer verkaufte die Grundherrschaft an Henry Bradshaw, Solicitor General Mitte des 16. Jahrhunderts. Nachdem sie eine geraume Zeit in der Familie Bradshaw verblieben war, wurde sie 1720 an Sir Francis Dashwood weiterverkauft und blieb dann fast 150 Jahre lang in der Familie Dashwood.
Das alte Halton House lag westlich der Kirche des Dorfes Halton. Es hatte einen großen Park, der später durch den Grand-Union-Kanal zweigeteilt wurde. Im Juni 1849 ließ Sir George Dashwood den Inhalt des Hauses versteigern und 1853 verkaufte er das Anwesen an Baron Lionel de Rothschild.
Lionel de Rothschild vermachte dann 1879 das Anwesen seinem Sohn Alfred. Damals war dieses Anwesen ungefähr 6 km² groß und hatte die Form eines Dreiecks zwischen Wendover, Aston Clinton und Weston Turville.

## Bau
Man denkt, dass der Architekt William R. Rodriguez (bekannt auch als Rogers) war. Er arbeitete im Planungsteam von William Cubitt and Company, der Firma, die 1880 mit dem Bau und der Bauaufsicht des Projektes betraut wurde. Nur drei Jahre später war das Haus fertig.
Das Haus wurde von den Mitgliedern des Establishments größtenteils kritisiert. Der Architekt Eustace Balfour, ein Neffe des Marquess of Salisbury, beschrieb es als „eine Kombination aus französischem Schloss und Spielbank“ und einer von Gladstones Privatsekretären nannte es einen „übertriebenen Albtraum“.

## Verkauf an die RAF
Alfred de Rothschild war ein exzellenter Gastgeber, und seine größte Freude bestand darin, anderen Menschen Freude zu bereiten, ob als Philanthrop der geringsten Küchenhilfe oder als Gastgeber von Kaiser, Zar oder Schah. In Halton House wurden alle unterhalten. Aber das glitzernde Leben dort dauerte nicht einmal 30 Jahre. Die letzte Party fand 1914 bei Ausbruch des Ersten Weltkrieges statt. Der grausame Krieg zerstörte Alfreds Gesundheit, und er starb 1918. Er hatte keine legitimen Nachkommen, und so vermachte er das Haus seinem Neffen Lionel Nathan de Rothschild. Dieser verabscheute diesen Ort und ließ den Inhalt des Hauses 1918 versteigern. Das Haus selbst und das damals schon verkleinerte Anwesen kaufte das Air Ministry für die Royal Air Force zum Spottpreis von £ 115.000.

## Offizierskasino
Kurz nach dem Kauf baute die RAF Halton House zum Offizierskasino von RAF Halton um. Am 1. Januar 1920 wurde RAF Halton zum Kommando heraufgestuft und die Hauptverwaltung zog in Halton House ein. Auch wenn im Haus heute nicht mehr das Hauptquartier ist, so blieb es doch ein Offizierskasino. Die RAF erhielt die Bausubstanz des Hauses. Als Offizierskasino sah es mehr Unterhaltungsveranstaltungen und Feste als unter Alfred de Rothschild. Zum allgemeinen Bedauern wurden der Wintergarten und seine riesige Kuppel abgerissen und stattdessen ein neuer Wohntrakt errichtet. Nachdem aber die Wertschätzung für die Architektur des 19. Jahrhunderts eher zunimmt, ist es unwahrscheinlich, dass so etwas nochmals vorkommt. In den 1960er-Jahren wurde ein neuer Speisesaal auf der Rückseite des Flügels für die Dienerschaft angebaut.

## Architektur
Beim Stil des Hauses ließ sich Alfred vermutlich vom damals erst kürzlich fertiggestellten Waddesdon Manor, dem Sitz des Barons Ferdinand de Rothschild, seinem Schwager, inspirieren. Auch wenn Halton House nicht so groß ist, so gibt es doch Ähnlichkeiten. Allerdings scheinen auch andere Einflüsse aus Kontinentaleuropa eine Rolle gespielt zu haben: Klassische Ziergiebel, die von Mansardendächern hervorragen, Spitzen und Giebel buhlen um die Aufmerksamkeit und dem Ganzen ist eine Laterne aufgesetzt. An der Front des Hauses ist eine Porte-Cochère angebracht. Ein Rothschild-Vetter beschrieb das Haus als „riesigen Hochzeitskuchen“.
Wenn das Äußere des Hauses extravagant war, so war das Innere nicht gerade das Gegenteil davon. Die Mittelhalle, die der zweistöckigen galerienbewehrten Halle der Mentmore Towers nicht unähnlich war, war als „Grand Salon“ eingerichtet. Zwei weitere Salons (östlich und westlich) führten dieses luxuriöse Thema fort. Speise- und Billardzimmer waren ebenfalls mit Wandvertäfelungen aus dem 18. Jahrhundert ausgestattet. Das Thema wurde über das großartige, stuckverzierte Treppenhaus bis in die Schlafgemächer fortgeführt. Das Ganze war in einem Stil ausgestattet, der später als „Rothschild-Stil“ bezeichnet wurde, d. h. also, französische Möbel aus Ebenholz, teilweise vergoldet, ergänzt durch Alte Meister und edles Porzellan.
Ein riesiges, mit einer Kuppel versehenes Gewächshaus, Wintergarten genannt, war an das Haus angebaut.

## In Film und Fernsehen
Halton House dient auch häufig als Filmkulisse und man kann es oft in Kinos oder im Fernsehen auf der ganzen Welt sehen. Es kommt in folgenden Filmen vor:
- Jeeves and Wooster – Herr und Meister (Serie 3, Episode 1: „Bertie setzt Segel“ – 1992)
- Evita (Musicalfilm von 1996 über das Leben der Eva Perón)
- James Bond 007 – Die Welt ist nicht genug (von 1999)
- Ein perfekter Ehemann  (von 1999, auf Basis eines Theaterstücks von Oscar Wilde)
- Was Mädchen wollen  (von 2003)
- Liebe lieber indisch (von 2004, Film im Bollywood-Stil nach einer Novelle von Jane Austen von 1813)
- Die Queen (von 2006)
- Flyboys – Helden der Lüfte (von 2006)
- Diana – Die letzten 24 Stunden (von 2007)
- The King’s Speech (von 2010)
- Downton Abbey (Serie 2, Episode 6 – 2011). Die Innenräume dienten nur als „Haxby Park“, Heim von Sir Richard Carlisle, einem Freier von Lady Mary Crawley in Serie 2.
- Agatha Christie's Poirot (Serie 13, Episode 4: Die Arbeiten des Herkules – 2013). Außenanlagen, Haupthalle, Speisezimmer und Terrasse dienten als Schweizer Hotel in den Alpen.